# 田关镇
田关镇，原为田关乡，是中华人民共和国河南省南阳市西峡县下辖的一个乡镇级行政单位。2018年撤乡设镇。区划代码改为411323115。

## 行政区划
田关镇下辖以下地区：
五里庙村、刘岭村、黄岈子村、田关村、曹沟村、曹楼村、大岭村、谢家庄村、杜营村、磨石村、孙沟村、牛角村、河上村、王营村、靳沟村、小峪村、王坡头村、煨罐村和别沟村。

## 外部連結
- 西峽縣田關鄉官方網站